# Christian Dietz (Basketballspieler)
Christian Dietz (* 11. Mai 1976 in Paderborn) ist ein ehemaliger deutscher Basketballspieler.

## Laufbahn
Dietz spielte in der Jugend von Forbo Paderborn, wechselte dann zum TV Salzkotten. 1994 kehrte er nach Paderborn zurück, nahm mit der Mannschaft als Aufsteiger am Spielbetrieb der Basketball-Bundesliga teil. Der 2,05 Meter große Innenspieler war unter anderem am überraschenden 88:78-Heimsieg Paderborns gegen Alba Berlin im November 1994 beteiligt, stieg mit den Ostwestfalen am Saisonende 94/95 jedoch aus der Bundesliga ab.
1996 schloss sich Dietz dem Zweitligisten SC Rist Wedel an. Dort blieb er zwei Jahre. 1998 kehrte er zum TV Salzkotten (2. Bundesliga) zurück.